# Chiromantes ortmanni
Chiromantes ortmanni is een krabbensoort uit de familie van de Sesarmidae.